# Pseudotorymus acythopeusi
Pseudotorymus acythopeusi är en stekelart som först beskrevs av Jean Risbec 1951.  Pseudotorymus acythopeusi ingår i släktet Pseudotorymus och familjen gallglanssteklar. Inga underarter finns listade i Catalogue of Life.